# Montrœul-sur-Haine
Montrœul-sur-Haine is een dorp in de Belgische provincie Henegouwen, en een deelgemeente van de Waalse gemeente Hensies. Tot 1 januari 1977 was het een zelfstandige gemeente.

## Bezienswaardigheden
- De Sint-Lambertuskerk (Église Saint-Lambert) is een neoclassicistisch kerkgebouw van 1840-1846.

## Natuur en landschap
Montrœul-sur-Haine ligt aan de Hene. De hoogte aan de kerk bedraagt 22 meter.

## Demografische ontwikkeling
- Bronnen:NIS, Opm:1831 tot en met 1970=volkstellingen, 1976= inwoneraantal op 31 december

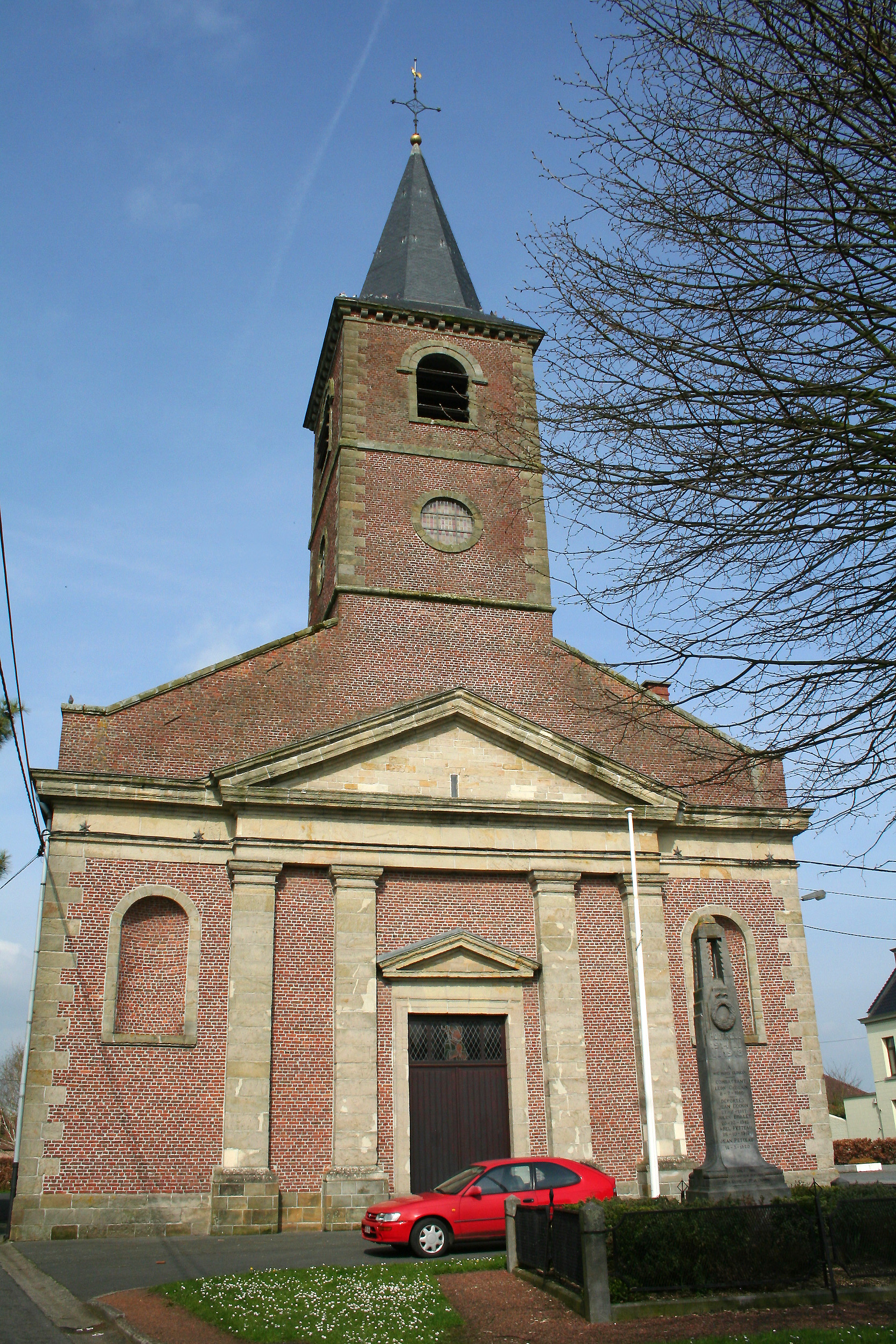
De Sint-Lambertuskerk (1840).

## Nabijgelegen kernen
Thulin, Hensies, Pommeroeul